# Amauromyza stroblii
Amauromyza stroblii är en tvåvingeart som beskrevs av Friedrich Georg Hendel 1920. Amauromyza stroblii ingår i släktet Amauromyza och familjen minerarflugor.
Artens utbredningsområde är Spanien. Inga underarter finns listade i Catalogue of Life.